# Falkvåltjärnarna (Storsjö socken, Härjedalen, 698044-135526)
Falkvåltjärnarna är en sjö i Bergs kommun i Härjedalen och ingår i Ljungans huvudavrinningsområde.